# Josef Rogl
Josef Rogl (20. března 1907 – 29. dubna 1978) byl československý fotbalový funkcionář.

## Kariéra
Dlouholetý předseda sportovně-technické komise fotbalového svazu. V letech 1960-1964 byl předsedou ústřední sekce kopané ČSTV. Jako vedoucí mužstva vedl výpravu československých fotbalistů na Mistrovství Evropy 1960, kde Československo získalo bronzové medaile a na Mistrovství světa ve fotbale 1962, kde Československo získalo stříbrné medaile.